# Лесные пожары в Калифорнии (2021)
Лесные пожары в американском штате Калифорния летом 2021 года были особенно разрушительными и привели к тяжёлым последствиям. По состоянию на 20 августа 2021 года было зарегистрировано в общей сложности 6 630 пожаров, горело 1 470 637 акров (595146 га) по всему штату. По меньшей мере 1852 здания были уничтожены лесными пожарами. Пожарные и гражданские лица получили ранения в результате пожаров.
Более 29 000 человек эвакуировано из-за самого масштабного в Калифорнии пожара «Дикси», его пламя полностью уничтожило исторический городок Гринвилл.
Пожаром Калдор было разрушено около 50 зданий в Гризли-Флэтс, включая почтовое отделение и начальную школу. 17 августа был отдан приказ об эвакуации города и окрестных общин, два человека с тяжелыми травмами, полученными в результате пожара, были доставлены по воздуху в больницу.
По состоянию на 18 августа 2021 года штат Калифорния сталкивается с беспрецедентными пожарными условиями, поскольку бушуют многочисленные пожары, включая пожары Дикси, Макфарленд, Калдор и множество других.
Директор Калифорнийского департамента лесного хозяйства и противопожарной защиты Том Портер, заявил, что если бы было получено финансирование, которое сейчас уходит на борьбу с коронавирусом, наверное, получилось бы взять ситуацию под контроль. Сейчас же это пока не удается.